# Ølby Kirke (Struer Kommune)
 For alternative betydninger, se Ølby Kirke. (Se også artikler, som begynder med Ølby Kirke)
Ølby Kirke er beliggende i Ølby, ca. 5 km sydvest for Struer.
Kirken er bygget i kvadersten og er opført i 1200-tallet medens tårnet stammer fra 1905.
Efter en brand i 1911 blev den nuværende altertavle fremstillet og en større restaurering af kirken blev foretaget i 1971.
I kirken findes en tavle med navnene på sognets præster siden reformationen.